# Carlos Julio Siachoque
Carlos Julio Siachoque Quiñones (Bucaramanga, Santander, 6 de julio de 1949) es un exciclista colombiano, ganador de la Vuelta al Táchira en 1981 y varias etapas de la Vuelta a Colombia.

## Palmarés[1]
1973
- Vuelta a Santander

1974
- Clásico Polímeros Colombianos (Clásico POC), más una etapa
- 3º en Vuelta al Táchira, más 2 etapas

1975
- Una etapa Vuelta al Táchira
- 3º en la clasificación general de la Vuelta a Colombia

1976
- 3º en la clasificación general de la Vuelta a Guatemala, más 2 etapas

1977
- Una etapa del Clásico RCN
- 3º en la clasificación general de la Vuelta a Antioquia, más 2 etapas y la clasificación de esprints
- 2.º en la clasificación general de la Vuelta a Guatemala, más 3 etapas y la clasificación de esprints

1978
- Una etapa de la Vuelta a Cundinamarca

1979
- Una etapa de la Vuelta a Colombia

1981
- Vuelta al Táchira, más una etapa

1982
- Una etapa de la Vuelta a Colombia

## Condena por narcotráfico
A partir de la declaración de un informante anónimo y en el marco de la Operación Triángulo, destinada a seguir cargamentos de droga y armas, el 22 de noviembre de 1996 la Policía realizó un allanamiento a la residencia de Siachoque en el Barrio San Antonio de Bogotá encontrando una tonelada de cocaína camuflada en bultos de café. Siachoque se entregaría a las autoridades el 18 de septiembre de 1998 y luego de aceptar cargos por el delito de narcotráfico, sería condenado el 21 de junio de 1999 por un juez sin rostro, al pago de una multa equivalente a 20 salarios mínimos y 9 años de cárcel de los cuales obtuvo 3 años de rebaja por su entrega y por sentencia anticipada.
Siachoque pagó su condena en la cárcel de Ubaté y el 6 de agosto de 2001 regresó a la libertad luego de 33 meses en prisión por redención de parte de la pena por trabajo y estudio.

## Equipos
- Edis (1972)
- Néctar - ELC (1973)
- Singer (1973)
- Polímeros Colombianos (1974-1975)
- Libreta de Plata (1976-1977)
- El Colorado (1978)
- Droguería Yaneth (1979-1982)
- Droguería Yaneth (1984)